# 레아 레이
레아 레이(Leah Ray, 1915년 2월 16일 ~ 1999년 5월 27일)는 미국의 배우, 가수, 영화배우이다.
노퍽에서 태어났다.

## 영화
- 해피 랜딩 (1938년)
- 씬 아이스 (1937년)
- 원 인 어 밀리언 (1936년)